# 菲利莫尼夫卡
47°45′27″N 30°36′33″E / 47.75750°N 30.60917°E
菲利莫尼夫卡（烏克蘭語：Филимонівка），是烏克蘭的村落，位於該國南部尼古拉耶夫州，由弗拉季伊夫卡區負責管轄，始建於1791年，面積0.65平方公里，海拔高度80米，2001年人口126，人口密度每平方公里193人。